# Bebington
Bebington – miasto w pn.-zach. Anglii, w hrabstwie metropolitalnym Merseyside, na południe od Liverpoolu. Port na lewym brzegu estuarium rzeki Mersey.
W roku 2003 miasto liczyło ok. 59 tysięcy mieszkańców.
Rozwinięty przemysł chemiczny.